# ボーイング スカイフォックス
ボーイング スカイフォックス
エンジン未装着のスカイフォックスの試作機
- 用途：練習機
- 製造者：スカイフォックス社、後にボーイング社
- 初飛行：1983年8月23日
- 生産数：1機
- 退役：1997年
- 運用状況：試作のみ

ボーイング スカイフォックス（Boeing Skyfox）は、老朽化したロッキード T-33ジェット練習機を改装して近代化した双発機である。本機はセスナ T-37 ツィーティバードを補完、代替する初等練習機として製作された。初等練習機の役割と共に攻撃機といった任務も視野に入れていた。この計画は1983年にスカイフォックス社（Skyfox Corporation）により立ち上げられ、1986年にボーイング社により買い取られた。
この計画には元々のアリソン J33-A-35 ターボジェットエンジンをダッソー ファルコン 20、IAI ウェストウィンド、リアジェット 40にも使用されているものと同じギャレット TFE731-3A ターボファンエンジン2基と置き換えることが含まれており、機体構造も広範囲な再設計が加えられていた。僅か1機のみが製作されただけで、充分な数の顧客が確保できなかったために後に計画はキャンセルされた。

## 開発
6,500機以上が生産されたロッキード T-33は、歴史上で最も成功したジェット練習機の1機種であったが、技術の発達は「Tバード」を追い越していき、1980年代には世界各国の空軍はより近代的な練習機を欲していた。「スカイフォックス」はラッセル・オクィン（Russell O'Quinn）により考案、開発された。T-33の設計を近代化することを目指した改造箇所の設計はT-33の設計者であるアーヴィン・カルヴァー（Irvin Culver）と1982年にフライト・コンセプト社（Flight Concepts Incorporated）を設立した元ロッキード社の社員達の指導により行われた。フライト・コンセプト社は後にスカイフォックス社（Skyfox Corporation）と改称された。
高度に改造され近代化されたこの機体はコスト的には比較対象となるBAe ホークやダッソー/ドルニエ アルファジェットといった新造の練習機の約半分となることを期待された。設計が終わった時点でスカイフォックス社は80機の余剰のT-33を購入した。

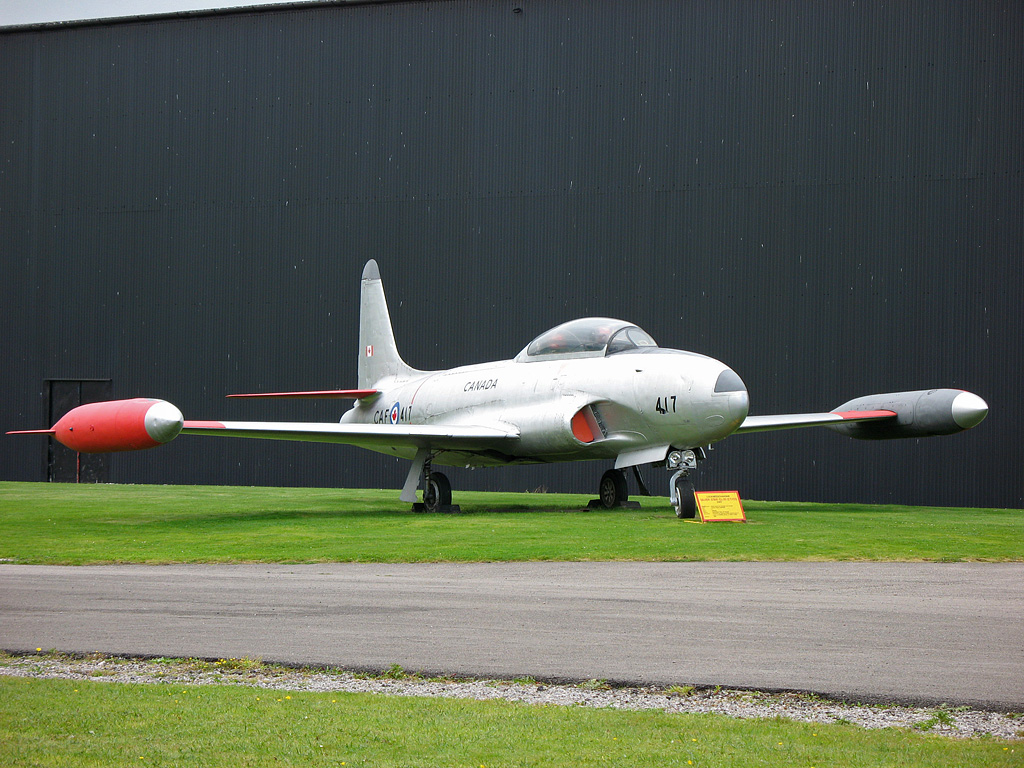
スカイフォックスの基となったカナディア社製シルバースター

最初に改装された機体はカナディア社でライセンス生産されたT-33と同等のシルバースター 3AT（Armament Trainer：兵装訓練）である元カナダ空軍のCT-133であった。この機体自体は1958年製の製造番号：T.33-160、シリアルナンバー：RCAF21160であった。本機は1970年11月10日に除籍され、1973年に（Crown Assets Disposal Corporation）を通じて（Leroy Penhall/Fighter Imports）へ売却された。その後1975年に（Murray McCormick Aerial Surveys）の、次に1977年に（Consolidated Leasing）の所有となった。
この機体は1983年1月14日に民間登録記号N221SFを与えられてスカイフォックス社に売却され、同年8月にFlight Test Researchへ送られた。スカイフォックス仕様に改装後、1983年8月23日にスカイフォックス機の試作機として初飛行を行ったが、これはT-33の初飛行からほぼ35年半後のことであった。レースパイロットでテストパイロットでもあるスキップ・ホルムがカリフォルニア州のモハーヴェ空港で初期のテスト飛行を実施した。スカイフォックスの試作機は全面白色に黒の縁取りがされた薄い青の塗装が施された。
その価格と性能にもかかわらずスカイフォックス社は本機の購入先を見つけることができなかったが、ボーイング・ミリタリーエアクラフト社（Boeing Military Aircraft Company）がその潜在能力に目をつけ販売権と製造権を買い取った。ポルトガルが20機分の改装キットを購入する基本合意書にサインしたが、その他の契約締結国を見つけることができずに顧客不足に直面した。ボーイング社は計画をキャンセルし、試作機はスカイフォックス社が製作した1機のみであった。2008年6月の時点でこの試作機はエンジンを外された状態でメドフォード (オレゴン州)のローグヴァレー国際メドフォード空港 (MFR)に駐機している。

### 潜在顧客

#### ポルトガル
T-33Aを代替するためにポルトガルは1980年代半ばにスカイフォックス社と20機分の改装キット購入の基本合意書にサインした。ポルトガル空軍はアルヴェルカの（Oficinas Gerais de Material Aeronautico：OGMA）に改装作業を任せることを提案したが、ボーイング社が計画を推進するほどにはその他の国からの十分な発注は得られなかった。

#### アメリカ合衆国
元々スカイフォックスは1986年のファーンボロー航空ショーに展示される予定であったが、その開催時期にはアメリカ空軍が試作機をテストしていた。最終的にアメリカ空軍はスカイフォックスを購入することはなかった。

## 設計
スカイフォックスはボーイング社で完全に改装された完成機を購入するか、購入者がT-33の機体を用意して改装キットを購入するどちらかの方法で販売された。改装は既存のT-33の機体の約70%を使用したが、機体内部に搭載されている単発のアリソン J33 ターボジェットエンジンは取り外され、胴体後部の左右にポッド式に2基のギャレット TFE731-3A ターボファンエンジンが装備された。2基のTFE731は、1基のJ33よりも17%も軽量で、45%低い燃料消費率で60%強力な推量を発生した。
このエンジンならびにエンジン配置の変更によって胴体内部の燃料容量を増やしたことから翼端増槽（チップタンク）は不要であったが、オプションの外部燃料タンクの要望があった場合に備え燃料配管はそのまま残された。
その他に、3ピース構造の風防は一体型になりキャノピーも新しく作られ、主翼前縁の内側が延長され、翼端渦への対策でもあったチップタンクの代わりに下向きのウィングレットを装備し、胴体側面に装備されたエンジン後流を避けるために、水平尾翼の取り付け位置は垂直尾翼の半ばに変更された。視界の向上ならびに取り付け位置が変更された水平尾翼に対応するため、機首の形状も変更された（もともとの吸気ダクトにも燃料タンクが設置された）。またアビオニクスの刷新が含まれていた。

### 改装オプション

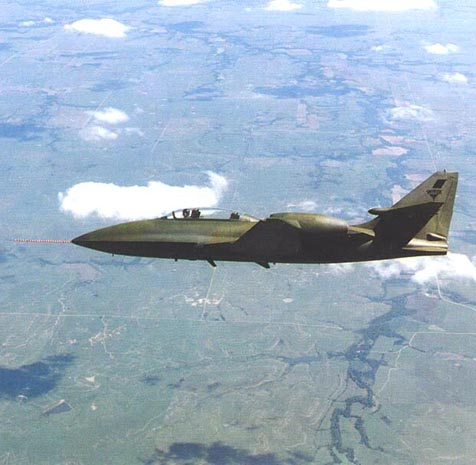
迷彩塗装を施された飛行中のスカイフォックスの試作機

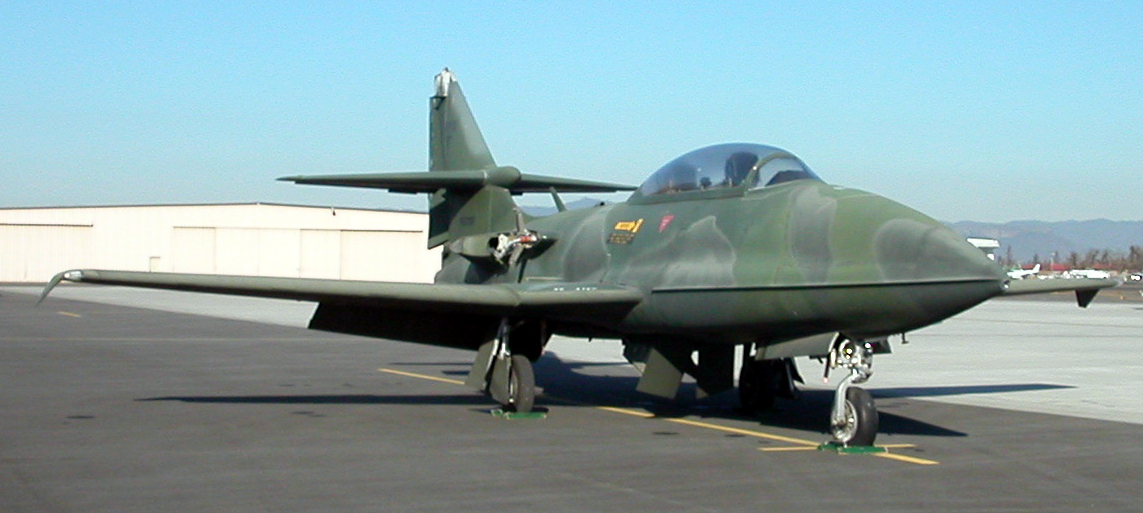
スカイフォックスの試作機

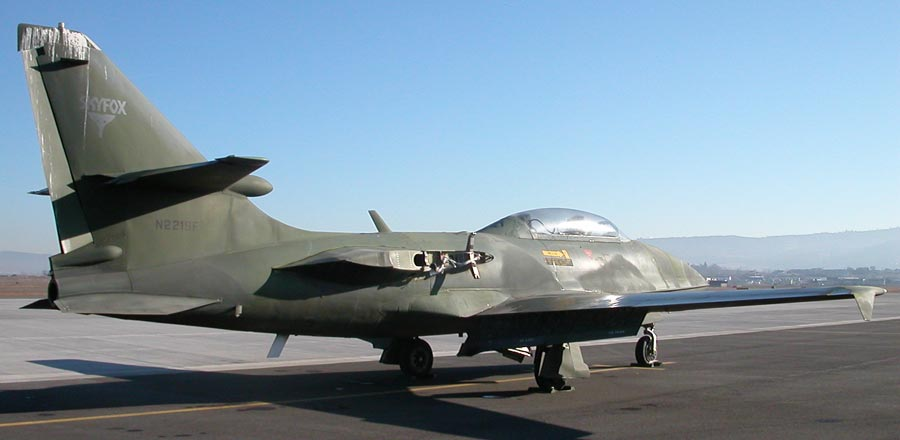
スカイフォックスの試作機

スカイフォックスは全て改装キットの部品から製作されるように設計されていた。スカイフォックス仕様のエアフレームへのキットの取り付けや再組み立ての必要に応じて、改装作業にはT-33エアフレームの分解、検査、改装が含まれていた。
2種類の改装方法の選択:
- ボーイング社から完成機のスカイフォックスを購入
- ボーイング社から改装キットを購入し、改装作業は購入国自身が実施

標準の改装キットの内容:
- 2基のギャレット TFE731-3A ターボファンエンジン、エンジンナセル、推力補助システム
- 機首部品
- 機尾部品
- 燃料システムと管制計器
- 一点燃料給油口
- 空力整形キット
- 構造改善キット
- 首車輪操舵装置
- アンチロックブレーキ
- 一体型風防
- 油圧部品キット
- エンジン計器主警告パネル
- 発電機制御/分配システム
- スロットル制御システム
- エンジン始動パネル
- 消火システム

上記の標準改装キットに加えボーイング社が提供するスカイフォックスの能力全般を向上させる多数のオプション:
- 能力向上型アヴィオニクス
- 機体の基本電装再配線
- 戦術、偵察、電子戦任務訓練パッケージ
- ゼロ/ゼロ式射出座席

### 運用と維持費用
スカイフォックスの運用と維持費用はT-33以下であり、ホークやアルファジェットに比肩するものであった。構造の改良、アヴィオニクスの性能向上、電気系統の再配置、エアフレームとシステムの刷新は、低価格、整備時間の低減、補修部品の消耗率の低下をもたらした。
2基のTFE371-3Aターボファンエンジンを搭載したスカイフォックスはJ33-A-35ターボジェットエンジン単発のT-33よりも17%軽量であり、出力は60%大きく、燃料賞比率は45%低減されていた。TFE371-3AはJ33-A-35に比べオーバーホール間隔（TBO）も10倍に伸びていた。これらにより大幅な運動性能、航続距離/滞空時間、ペイロードや双発エンジンによる洋上、不時着不適地上空での安全性の改善が図られた。

## 要目
Airwar Specifications
- 乗員：2名
- 全長：13.41 m (46 ft)
- 全幅：11.83 m (38 ft 10 in)
- 全高：3.76 m (12 ft 4 in)
- 翼面積：16.70 m2
- 翼型：NACA 65-213
- 空虚重量：3,856 kg (10,284 lb)
- 運用重量：6,532 kg (14,400 lb)
- 最大離陸重量：7,364 kg (20,000 lb)
- エンジン：2 × ギャレット TFE731-3A ターボファンエンジン、3,700 lbf (16.5 kN)
- 燃料搭載量：
  - 内部燃料タンク：3,191 L
  - 合計燃料搭載量：4,932 L
- 最大速度：
- 巡航高度：40,000 ft (12,192 m)
- 航続距離：
  - 内部燃料タンク：1960 nmi (3,630 km)
  - 内部と外部燃料タンク：2,600 nmi (4,815 km)
- 上昇率 : 4900 ft/min (1,494 m/min) at sea level. (985 ft/min [300 m/min] at altitude)
- 燃料消費率：23.3 mg/(N•s)

- 武装：主翼下10箇所のハードポイントに合計2,700 kgの兵装

|                           | T-33A シューティングスター | ボーイング スカイフォックス    |
| ------------------------- | -------------------------- | ------------------------------ |
| 空虚重量                  | 15095 lb (6,847 kg)        | 16235 lb (7,364 kg)            |
| 海面高度上昇率            | 3,400 ft/min (1,036 m/min) | 4,300 ft/min (1,490 m/min)     |
| 高度9,144 mまでの到達時間 | 15 分                      | 8 分12秒                       |
| 運用航続距離              | 2,315 km                   | 3,630 km（内部搭載燃料）       |
|                           |                            | 4,815 km（内部と外部搭載燃料） |
| 運用滞空時間              | 2 時間                     | 5.1 時間（内部搭載燃料）       |
|                           |                            | 7 時間（内部と外部搭載燃料）   |
| 離陸滑走距離              | 4,600 ft (1,402 m)         | 2,600 ft (793 m)               |

|                  | T-33A シューティングスター | ボーイング スカイフォックス |
| ---------------- | -------------------------- | --------------------------- |
| 主翼付け根の翼型 | NACA 65-213                | NACA 65-213                 |
| 主翼端の翼型     | NACA 65-213                | NACA 65-213                 |